# ТЕС Атлантіко
ТЕС Атлантіко – теплова електростанція у бразильському штаті Ріо-де-Жанейро, яка відноситься до комплексу металургійного комбінату.
Дещо західніше від міста Ріо-де-Жанейро розташований металургійний комбінат Siderúrgica do Atlântico, споруджений німецькою Thyssenkrupp (73,13%) та бразильською компанією Vale (26,87%).
Він має власну електростанцію, яка включає:
- дві газові турбіни потужністю по 90 МВт, котрі працюють на доменному та конвертерному газах;
- одну парову турбіну потужністю 310 МВт, яка отримує пару, продуковану у блоці коксових батарей за рахунок відбору тепла газів, а також продуковану двома котлами-утилізаторами, встановленими після газових турбін (таким чином, тут створений комбінований парогазовий цикл, проте газові турбіни забезпечують меншу частину необхідної паровій турбіні пари).
Видача продукції зовнішнім споживачам відбувається по ЛЕП, розрахованій на роботу під напругою 138 кВ.